# Danh sách đĩa nhạc của f(x)
Đây là danh sách đĩa nhạc của nhóm nhạc nữ Hàn Quốc f(x). Từ lúc ra mắt vào năm 2009, f(x) đã phát hành 2 album đầy đủ, 2 đĩa mở rộng, và 2 album repackaged. Họ cũng tham gia vào OST của nhiều bộ phim truyền hình Hàn Quốc. Họ ra mắt với đĩa đơn "La Cha Ta" vào 2009.

## Album

### Album phòng thu
| Album                                                                                     | Thông tin | Thứ hạng cao nhất | Thứ hạng cao nhất | Thứ hạng cao nhất | Thứ hạng cao nhất | Doanh số                                |
| Album                                                                                     | Thông tin | HQ Gaon           | NB Oricon         | Mỹ Heat           | Mỹ World          | Doanh số                                |
| ----------------------------------------------------------------------------------------- | --- | ----------------- | ----------------- | ----------------- | ----------------- | --------------------------------------- |
| Pinocchio                                                                                 | - Ngày phát hành: 20 tháng 4 năm 2011 - Hãng đĩa: SM Entertainment, KMP Holdings - Định dạng: CD, tải về                       | 1                 | —                 | —                 | —                 | - HQ: 73,988+ - NB: 8,004+              |
| Pinocchio                                                                                 | - Tái phát hành: 14 tháng 6 năm 2011 (phiên bản Hot Summer) - Hãng đĩa: SM Entertainment, KMP Holdings - Định dạng: CD, tải về | 2                 | —                 | —                 | —                 | - HQ: 70,121+ - NB: 9,268+              |
| Pink Tape                                                                                 | - Ngày phát hành: 29 tháng 7 năm 2013 - Hãng đĩa: SM Entertainment - Định dạng: CD, tải về                                     | 1                 | 28                | 21                | 1                 | - HQ: 103,894+ - NB: 11,022+            |
| Red Light                                                                                 | - Ngày phát hành: 7 tháng 7 năm 2014 - Hãng đĩa: SM Entertainment, KT Music - Định dạng: CD, tải về                            | 1                 | 29                | 13                | 2                 | - HQ: 95,050+ - NB: 7,430+              |
| 4 Walls                                                                                   | - Ngày phát hành" 27 tháng 10 năm 2015 - Hãng đĩa: SM Entertainment, KT Music - Định dạng: CD, tải về                          | 1                 | 39                | 7                 | 1                 | - HQ: 81,505+ - NB: 3,700+ - Mỹ: 1,000+ |
| "—" cho biết album không lọt vào bảng xếp hạng hoặc không được phát hành tại khu vực này. | |                   |                   |                   |                   |                                         |

### Đĩa mở rộng
| Nu ABO                                                                                       | - Ngày phát hành: 4 tháng 5 năm 2010 - Công ty: SM Entertainment - Định dạng: CD, digital download  | 2 | —  | — |    | - Hàn: 54,179+                 |
| Electric Shock                                                                               | - Ngày phát hành: 10 tháng 6 năm 2012 - Công ty: SM Entertainment - Định dạng: CD, digital download | 1 | 16 | 2 | 21 | - Hàn: 90,124+ - Nhật: 15,243+ |
| "—" biểu thị bản phát hành không nằm trong bảng xếp hạng hoặc không phát hành ở khu vực này. | |   |    |   |    |                                |

### Albums video
| Năm  | Thông tin | Vị trí xếp hạng cao nhất   | Doanh số           |
| ---- | --- | -------------------------- | ------------------ |
| Năm  | Thông tin | Bảng xếp hạng DVD Nhật Bản | Doanh số           |
| 2016 | f(x) Dimension 4 – Docking Station in Japan - Ngày phát hành: 6 tháng 7 năm 2016 - Ngôn ngữ: Tiếng Nhật, tiếng Hàn - Khu vực DVD: 1 | 4 (DVD) 3 (blu-ray)        | - Nhật Bản: 5,880+ |

### Album đĩa đơn
| Tựa đề                                 | Thông tin                                                                                                 | Vị trí xếp hạng cao nhất | Doanh số           |
| Tựa đề                                 | Thông tin                                                                                                 | Oricon                   | Doanh số           |
| -------------------------------------- | --- | ------------------------ | ------------------ |
| Summer Special: Pinocchio / Hot Summer | - Ngày phát hành: Ngày 22 tháng 7 năm 2015 - Công ty: Avex Trax - Định dạng: CD, CD+DVD, digital download | 23                       | - Nhật Bản: 6,199+ |
| 4 Walls / Cowboy                       | - Ngày phát hành: Ngày 2 tháng 11 năm 2016 - Công ty: Avex Trax - Định dạng: CD, CD+DVD, digital download |                          |                    |

## Đĩa đơn
| Năm                                                                                         | Bài hát                                | Thứ hạng cao nhất | Thứ hạng cao nhất | Thứ hạng cao nhất | Thứ hạng cao nhất | Thứ hạng cao nhất | Doanh số          | Album                         |
| Năm                                                                                         | Bài hát                                | HQ Gaon           | HQ Billboard      | NB Oricon         | NB Billboard      | US World          | Doanh số          | Album                         |
| Đĩa đơn tiếng Hàn                                                                           | Đĩa đơn tiếng Hàn                      | Đĩa đơn tiếng Hàn | Đĩa đơn tiếng Hàn | Đĩa đơn tiếng Hàn | Đĩa đơn tiếng Hàn | Đĩa đơn tiếng Hàn | Đĩa đơn tiếng Hàn | Đĩa đơn tiếng Hàn             |
| ------------------------------------------------------------------------------------------- | -------------------------------------- | ----------------- | ----------------- | ----------------- | ----------------- | ----------------- | ----------------- | ----------------------------- |
| 2009                                                                                        | "La Cha Ta"                            | 5                 | —                 | —                 | —                 | —                 |                   | Hot Summer                    |
| 2009                                                                                        | "Chocolate Love (Electronic Pop Ver.)" | 7                 | —                 | —                 | —                 | —                 |                   | Đĩa đơn không nằm trong album |
| 2009                                                                                        | "Chu"                                  | 3                 | —                 | —                 | —                 | —                 |                   | Hot Summer                    |
| 2010                                                                                        | "Nu ABO"                               | 1                 | —                 | —                 | —                 | —                 | - HQ: 2,213,236+  | Nu ABO                        |
| 2010                                                                                        | "Mr. Boogie"                           | 64                | —                 | —                 | —                 | —                 |                   | Nu ABO                        |
| 2011                                                                                        | "Danger"                               | 1                 | 69                | —                 | —                 | 7                 | - HQ: 2,619,155+  | Pinocchio                     |
| 2011                                                                                        | "Hot Summer"                           | 2                 | 30                | —                 | —                 | —                 | - HQ: 3,096,252+  | Hot Summer                    |
| 2012                                                                                        | "Electric Shock"                       | 1                 | 2                 | 16                | —                 | 2                 | - HQ: 2,165,544+  | Electric Shock                |
| 2013                                                                                        | "Rum Pum Pum Pum"                      | 1                 | 1                 | 28                | —                 | 1                 | - HQ: 941,078+    | Pink Tape                     |
| 2014                                                                                        | "Red Light"                            | 2                 | 3                 | —                 | —                 | 3                 | - HQ: 554,065+    | Red Light                     |
| 2015                                                                                        | "4 Walls"                              | 2                 | —                 | 39                | —                 | 1                 | - HQ: 753,516+    | 4 Walls                       |
| 2015                                                                                        | "Wish List"                            | 21                | —                 | —                 | —                 | —                 | - HQ: 91,411+     | Winter Garden                 |
| 2016                                                                                        | "All Mine"                             | 12                | —                 | —                 | —                 | 2                 | - HQ: 241,579+    | SM Station                    |
| Đĩa đơn tiếng Trung                                                                         |                                        |                   |                   |                   |                   |                   |                   |                               |
| 2010                                                                                        | "Lollipop" (hợp tác với M.I.C)         | —                 | —                 | —                 | —                 | —                 | —                 | Đĩa đơn không nằm trong album |
| Đĩa đơn tiếng Nhật                                                                          |                                        |                   |                   |                   |                   |                   |                   |                               |
| 2012                                                                                        | "Hot Summer"                           | —                 | —                 | —                 | —                 | —                 |                   |                               |
| 2015                                                                                        | "Pinocchio"                            | —                 | —                 | 23                | 57                | —                 |                   |                               |
| 2016                                                                                        | "4 Walls / Cowboy"                     | —                 | —                 | 15                | —                 | —                 | - NB: 8,677       |                               |
| "—" cho biết bài hát không lọt vào bảng xếp hạng hoặc không được phát hành tại khu vực này. |                                        |                   |                   |                   |                   |                   |                   |                               |

## Bài hát lọt vào bảng xếp hạng khác
| Tựa đề                                                                                      | Năm  | Vị trí cao nhất | Vị trí cao nhất | Vị trí cao nhất   | Doanh số        | Album                                             |
| Tựa đề                                                                                      | Năm  | Hàn Gaon        | Hàn Hot 100     | Trung Baidu Chart | Doanh số        | Album                                             |
| ------------------------------------------------------------------------------------------- | ---- | --------------- | --------------- | ----------------- | --------------- | ------------------------------------------------- |
| "Thrill Love"                                                                               | 2010 | 16              | —               | —                 |                 | Nhạc phim của bộ phim Hungry Romeo, Luxury Juliet |
| "I Love You, I Love You"                                                                    | 2010 | 36              | —               | —                 |                 | Nhạc phim của bộ phim More Charming By The Day    |
| "Ice Cream"                                                                                 | 2010 | 71              | —               | —                 |                 | Nu ABO                                            |
| "Sorry (Dear. Daddy)"                                                                       | 2010 | 77              | —               | —                 |                 | Nu ABO                                            |
| "Surprise Party"                                                                            | 2010 | 84              | —               | —                 |                 | Nu ABO                                            |
| "ME+U"                                                                                      | 2010 | 88              | —               | —                 |                 | Nu ABO                                            |
| "Is It OK?"                                                                                 | 2011 | 108             | —               | —                 | - Hàn: 23,232+  | - Nhạc phim Paradise Ranch - Hot Summer           |
| "Sweet Witches"                                                                             | 2011 | 77              | —               | —                 | - Hàn: 142,870+ | Pinocchio / Hot Summer                            |
| "Dangerous"                                                                                 | 2011 | 64              | —               | —                 | - Hàn: 191,981+ | Pinocchio / Hot Summer                            |
| "Beautiful Goodbye"                                                                         | 2011 | 79              | —               | —                 | - Hàn: 124,367+ | Pinocchio / Hot Summer                            |
| "Gangsta Boy"                                                                               | 2011 | 74              | —               | —                 | - Hàn: 131,412+ | Pinocchio / Hot Summer                            |
| "Love"                                                                                      | 2011 | 66              | —               | —                 | - Hàn: 212,559+ | Pinocchio / Hot Summer                            |
| "Stand Up!"                                                                                 | 2011 | 100             | —               | —                 | - Hàn: 90,311+  | Pinocchio / Hot Summer                            |
| "My Style"                                                                                  | 2011 | 98              | —               | —                 | - Hàn: 107,336+ | Pinocchio / Hot Summer                            |
| "So Into U"                                                                                 | 2011 | 101             | —               | —                 | - Hàn: 83,086+  | Pinocchio / Hot Summer                            |
| "Lollipop" (feat SHINee)                                                                    | 2011 | 29              | —               | —                 | - Hàn: 581,897+ | Pinocchio / Hot Summer                            |
| "Jet"                                                                                       | 2012 | 24              | 39              | —                 | - Hàn: 383,890+ | Electric Shock                                    |
| "Zig Zag"                                                                                   | 2012 | 40              | 52              | —                 | - Hàn: 149,141+ | Electric Shock                                    |
| "Beautiful Stranger"                                                                        | 2012 | 29              | 42              | —                 | - Hàn: 205,989+ | Electric Shock                                    |
| "Love Hate"                                                                                 | 2012 | 44              | 63              | —                 | - Hàn: 137,738+ | Electric Shock                                    |
| "Let's Try"                                                                                 | 2012 | 47              | 71              | —                 | - Hàn: 125,645+ | Electric Shock                                    |
| "Shadow"                                                                                    | 2013 | 6               | 25              | 16                | - Hàn: 235,165+ | Pink Tape                                         |
| "Pretty Girl"                                                                               | 2013 | 30              | 58              | —                 | - Hàn: 52,460+  | Pink Tape                                         |
| "Kick"                                                                                      | 2013 | 42              | 85              | —                 | - Hàn: 44,095+  | Pink Tape                                         |
| "Signal"                                                                                    | 2013 | 22              | 57              | —                 | - Hàn: 66,936+  | Pink Tape                                         |
| "Step"                                                                                      | 2013 | 25              | 86              | —                 | - Hàn: 61,532+  | Pink Tape                                         |
| "Goodbye Summer" (feat D.O.)                                                                | 2013 | 7               | 26              | 17                | - Hàn: 292,583+ | Pink Tape                                         |
| "Airplane"                                                                                  | 2013 | 16              | 47              | —                 | - Hàn: 105,958+ | Pink Tape                                         |
| "Toy"                                                                                       | 2013 | 35              | 75              | —                 | - Hàn: 47,416+  | Pink Tape                                         |
| "No More"                                                                                   | 2013 | 28              | 61              | —                 | - Hàn: 53,052+  | Pink Tape                                         |
| "Snapshot"                                                                                  | 2013 | 34              | 63              | —                 | - Hàn: 47,487+  | Pink Tape                                         |
| "Ending Page"                                                                               | 2013 | 40              | 93              | —                 | - Hàn: 45,537+  | Pink Tape                                         |
| "Milk"                                                                                      | 2014 | 10              | 28              | 8                 | - Hàn: 197,839+ | Red Light                                         |
| "Butterfly"                                                                                 | 2014 | 33              | 76              | 14                | - Hàn: 61,576+  | Red Light                                         |
| "Rainbow"                                                                                   | 2014 | 50              | —               | —                 | - Hàn: 48,656+  | Red Light                                         |
| "All Night"                                                                                 | 2014 | 16              | 37              | 9                 | - Hàn: 163,539+ | Red Light                                         |
| "Vacance"                                                                                   | 2014 | 49              | 97              | —                 | - Hàn: 49,269+  | Red Light                                         |
| "Spit It Out"                                                                               | 2014 | 56              | —               | —                 | - Hàn: 46,736+  | Red Light                                         |
| "Boom Bang Boom"                                                                            | 2014 | 51              | —               | —                 | - Hàn: 49,031+  | Red Light                                         |
| "Dracula"                                                                                   | 2014 | 39              | 82              | —                 | - Hàn: 55,912+  | Red Light                                         |
| "Summer Lover"                                                                              | 2014 | 45              | 95              | —                 | - Hàn: 52,466+  | Red Light                                         |
| "Paper Heart"                                                                               | 2014 | 36              | 89              | —                 | - Hàn: 60,506+  | Red Light                                         |
| "Traveler" (feat Zico)                                                                      | 2015 | 24              | —               | —                 | - Hàn: 58,057+  | 4 Walls                                           |
| "Diamond"                                                                                   | 2015 | 29              | —               | —                 | - Hàn: 57,630+  | 4 Walls                                           |
| "Glitter"                                                                                   | 2015 | 35              | —               | —                 | - Hàn: 52,369+  | 4 Walls                                           |
| "X"                                                                                         | 2015 | 38              | —               | 14                | - Hàn: 46,861+  | 4 Walls                                           |
| "Deja Vu"                                                                                   | 2015 | 39              | —               | —                 | - Hàn:46,861+   | 4 Walls                                           |
| "Rude Love"                                                                                 | 2015 | 46              | —               | —                 | - Hàn: 43,466+  | 4 Walls                                           |
| "Papi"                                                                                      | 2015 | 47              | —               | —                 | - Hàn: 43,863+  | 4 Walls                                           |
| "When I'm Alone"                                                                            | 2015 | 51              | —               | —                 | - Hàn: 41,942+  | 4 Walls                                           |
| "Cash Me Out"                                                                               | 2015 | 52              | —               | 9                 | - Hàn: 41,700+  | 4 Walls                                           |
| "—" cho biết bài hát không lọt vào bảng xếp hạng hoặc không được phát hành tại khu vực này. |      |                 |                 |                   |                 |                                                   |

## Music video
| Năm  | Tiêu đề                            | Độ dài | MV Chính thức trên YouTube    | Ghi chú                                           |
| ---- | ---------------------------------- | ------ | ----------------------------- | ------------------------------------------------- |
| 2009 | "La Cha Ta"                        | 3:26   | sment trên YouTube            | MV debut                                          |
| 2009 | "Chocolate Love" (bản electro-pop) | 3:49   | sment trên YouTube            | Phim quảng cáo cho LG Chocolate.                  |
| 2009 | "Chu~♡"                            | 3:18   | sment trên YouTube            |                                                   |
| 2010 | "Lollipop"with M.I.C               | 3:14   |                               | Phim quảng cáo cho LG Lollipop.                   |
| 2010 | "Thrill Love"                      | 2:57   |                               | OST cho bộ phim Hungry Romeo, Luxury Juliet.      |
| 2010 | "Nu ABO"                           | 3:49   | sment trên YouTube            |                                                   |
| 2010 | "Beautiful Day"                    | 1:22   | sment trên YouTube            | Phim quảng cáo cho X Jeans của Calvin Klein.      |
| 2011 | "Pinocchio (Danger)"               | 3:13   | sment trên YouTube            |                                                   |
| 2011 | "Hot Summer"                       | 3:46   | SMTOWN trên YouTube           |                                                   |
| 2012 | "Electric Shock"                   | 3:18   | SMTOWN trên YouTube           | MV nhiều lượt xem nhất của f(x)                   |
| 2013 | "Rum Pum Pum Pum"                  | 3:19   | SMTOWN trên YouTube           |                                                   |
| 2014 | "Red Light"                        | 3:49   | SMTOWN trên YouTube           | MV cuối cùng với đội hình 5 thành viên            |
| 2015 | "4 Walls"                          | 3:33   | SMTOWN trên YouTube           | MV đầu tiên với đội hình 4 thành viên             |
| 2015 | "Beautiful"                        | 3:06   | SMTOWN trên YouTube           | MV đặc biệt Amber tặng fan nhân ngày sinh nhật    |
| 2016 | "Borders"                          | 3:56   | SMTOWN trên YouTube           | Trong dự án "STATION" của SM                      |
| 2016 | "Wave"                             | 3:21   | SMTOWN trên YouTube           | Trong dự án "STATION" của SM                      |
| 2016 | "On My Own"                        | 2:54   | SMTOWN trên YouTube           | Trong dự án "STATION" của SM                      |
| 2016 | "Need To Feel Needed"              | 3:35   | SMTOWN trên YouTube           | Trong dự án "STATION" của SM                      |
| 2016 | "Free Somebody"                    | 3:36   | SMTOWN trên YouTube           | MV debut của Luna                                 |
| 2016 | "All Mine"                         | 3:41   | SMTOWN trên YouTube           | Trong dự án STATION của SM                        |
| 2016 | "Heartbeat"                        | 3:29   | SMTOWN trên YouTube           | Trong dự án STATION của SM                        |
| 2016 | "BREATHE AGAIN"                    | 3:12   | SMTOWN trên YouTube           | Sự kết hợp giữa Amber và DJ Ksuke đến từ Nhật Bản |
| 2016 | "It’s You"                         | 4:06   | SMTOWN trên YouTube           | Trong dự án STATION của SM                        |
| 2016 | "Sound of Your Heart"              | 4:03   | SMTOWN trên YouTube           | Trong dự án STATION của SM                        |
| 2017 | ''Tell me It's Okay''              | 3:45   | 1theK (원더케이) trên YouTube |                                                   |
| 2017 | "HONEY BEE"                        | 3:20   | MYSTIC Ent. trên YouTube      | Hợp tác cùng với Solar (Mamamoo) và Hani (EXID)   |
| 2017 | "I Don`t Wanna Love You"           | 5:52   | BANATV trên YouTube           | Hợp tác cùng với June One Kim                     |

1. 1 2  "Gaon Chart" (bằng tiếng Hàn). Gaon.
2. 1 2  "Oricon Chart" (bằng tiếng Nhật). Oricon.
3. ↑  Billboard Heatseekers

"Pink Tape". ngày 17 tháng 8 năm 2013.
"Red Light". ngày 26 tháng 7 năm 2014.
"4 Walls". ngày 14 tháng 11 năm 2013.
4. ↑  Billboard World

"Pink Tape". ngày 17 tháng 8 năm 2013.
"Red Light". ngày 26 tháng 7 năm 2014.
"4 Walls". ngày 14 tháng 11 năm 2013.
5. ↑  "Gaon Album Chart 2011 (see #19)". Gaon. Korea Music Content Industry Association. Truy cập ngày 27 tháng 11 năm 2015.
6. ↑  Cumulative sales of "Hot Summer":
  - "Gaon Album Chart 2011 (see #31)". Gaon. Korea Music Content Industry Association. Truy cập ngày 27 tháng 11 năm 2015.
  - "Gaon Album Chart 2012 (see #97)". Gaon. Korea Music Content Industry Association. Truy cập ngày 27 tháng 11 năm 2015.
7. ↑  Cumulative sales for "Pink Tape":
  - "Gaon Album Chart 2013 (see #28)". Gaon. Korea Music Content Industry Association. Truy cập ngày 10 tháng 12 năm 2015.
  - "Gaon Album Chart - December 2014 (see #88)". Gaon. Korea Music Content Industry Association. Truy cập ngày 10 tháng 12 năm 2015.
  - "Gaon Album Chart - November 2015 (see #67)". Gaon. Korea Music Content Industry Association. Truy cập ngày 10 tháng 12 năm 2015.
  - "Gaon Album Chart - February 2016 (see #100)". Gaon. Korea Music Content Industry Association. Truy cập ngày 11 tháng 3 năm 2016.
  - "Gaon Album Chart - March 2016 (see #100)". Gaon. Korea Music Content Industry Association. Truy cập ngày 6 tháng 5 năm 2016.
8. ↑  Cumulative sales for "Red Light":
  - "Gaon Album Chart 2014 (see #19)". Gaon. Korea Music Content Industry Association. Truy cập ngày 8 tháng 1 năm 2016.
  - "Gaon Album Chart - December 2015 (see #85)". Gaon. Korea Music Content Industry Association. Truy cập ngày 8 tháng 1 năm 2016.
  - "Gaon Album Chart - February 2016 (see #85)". Gaon. Korea Music Content Industry Association. Truy cập ngày 11 tháng 3 năm 2016.
9. ↑  Cumulative sales for "4 Walls":
  - "Gaon Album Chart 2015 (see #33)". Gaon. Korea Music Content Industry Association. Truy cập ngày 21 tháng 1 năm 2016.
  - "Gaon Album Chart - March 2016 (see #83)". Gaon. Korea Music Content Industry Association. Truy cập ngày 13 tháng 5 năm 2016.
10. ↑  "f(x) Snag Second No. 1 on World Albums Chart With '4 Walls'". Billboard. Truy cập ngày 25 tháng 11 năm 2015.
11. ↑  "F(x) Album & Song Chart History: World Albums". Billboard. Prometheus Global Media. Truy cập ngày 7 tháng 9 năm 2012.
12. ↑  Billboard World

"Electric Shock". ngày 30 tháng 6 năm 2012.
13. ↑  가온차트와 함께하세요::
14. ↑  Cumulative sales of "Electric Shock":
  - "Gaon Album Chart - 2012 (see #21)". Gaon Chart. Korea Music Content Industry Association. Truy cập ngày 21 tháng 1 năm 2016.
  - "Gaon Album Chart - July 2013 (see #90)". Gaon Chart. Korea Music Content Industry Association. Truy cập ngày 27 tháng 11 năm 2015.
15. ↑  "2016 Oricon Albums Chart – July Week 1". Oricon. Truy cập ngày 12 tháng 7 năm 2016.
16. ↑  "f(x) Japanese discography on Oricon" (bằng tiếng Nhật). Oricon. Truy cập ngày 6 tháng 5 năm 2016.
17. ↑  "Gaon Chart" (bằng tiếng Hàn). Gaon.
18. ↑  "Korea K-Pop Hot 100". Billboard. Bản gốc lưu trữ ngày 9 tháng 10 năm 2014. Truy cập ngày 3 tháng 8 năm 2016.
19. ↑  "f(x) Japanese discography on Oricon" (bằng tiếng Nhật). Oricon. Truy cập ngày 6 tháng 5 năm 2016.
20. ↑  "Japan Hot 100: 2015.08.03" (bằng tiếng Nhật). Truy cập ngày 6 tháng 5 năm 2016.
21. ↑  Chart positions on the US World Digital Songs:

"Electric Shock". ngày 30 tháng 6 năm 2012. Bản gốc lưu trữ ngày 24 tháng 9 năm 2016. Truy cập ngày 3 tháng 8 năm 2016.
"Red Light". ngày 26 tháng 7 năm 2014. Bản gốc lưu trữ ngày 24 tháng 9 năm 2016. Truy cập ngày 3 tháng 8 năm 2016.
"4 Walls". ngày 14 tháng 11 năm 2015. Bản gốc lưu trữ ngày 3 tháng 10 năm 2016. Truy cập ngày 3 tháng 8 năm 2016.
22. ↑  "LA chA TA – Single by f(x)". iTunes Store (JP). Apple Inc. Truy cập ngày 6 tháng 5 năm 2016.
23. ↑  "Chocolate Love – Music" (bằng tiếng Hàn). Naver. Naver Corporation. Truy cập ngày 6 tháng 5 năm 2016.
24. ↑  "f(x)'s sales thread" (bằng tiếng Hàn). OneHallyu (member IntoTheHappiness. Bản gốc lưu trữ ngày 5 tháng 10 năm 2016. Truy cập ngày 6 tháng 10 năm 2016.{{Chú thích web}}:  Quản lý CS1: bot: trạng thái URL ban đầu không rõ (liên kết)
25. ↑  "Gaon Download Chart of 2011" (bằng tiếng Hàn). Gaon Music Chart. Truy cập ngày 6 tháng 5 năm 2016.
26. ↑  "Gaon Download Chart of 2011" (bằng tiếng Hàn). Gaon Music Chart. Truy cập ngày 6 tháng 5 năm 2016.
27. ↑  "Gaon Download Chart of 2012" (bằng tiếng Hàn). Gaon Music Chart. Truy cập ngày 6 tháng 5 năm 2016.
28. ↑  "Gaon Download Chart of 2013" (bằng tiếng Hàn). Gaon Music Chart. Truy cập ngày 6 tháng 5 năm 2016. "Gaon Download Chart of January 2014" (bằng tiếng Hàn). Gaon Music Chart. Truy cập ngày 6 tháng 5 năm 2016.
29. ↑  "Gaon Download Chart of 2014 – Page 2" (bằng tiếng Hàn). Gaon Music Chart. Truy cập ngày 7 tháng 8 năm 2016.
30. ↑  Cumulative sales for "4 Walls":
  - "Gaon Download Chart, 2015 (see #126)". Gaon Music Chart. Korea Music Content Industry Association. Truy cập ngày 5 tháng 8 năm 2016.
  - "Gaon Download Chart, First Half Year 2016 (see #238)". Gaon Music Chart. Korea Music Content Industry Association. Truy cập ngày 4 tháng 8 năm 2016.
31. ↑  "Gaon Download Chart of December 2015" (bằng tiếng Hàn). Gaon Music Chart. Truy cập ngày 6 tháng 5 năm 2016.
32. ↑  Cumulative sales for "All Mine"
  - "2016년 30주차 Download Chart (see #7)". Gaon Music Chart (bằng tiếng Hàn). Korea Music Content Industry Association.
33. ↑  "Hot Summer (Japanese Ver.) – Single by f(x)" (bằng tiếng Nhật). iTunes Store (JP). Apple Inc. Truy cập ngày 6 tháng 5 năm 2016.
34. ↑  "Summer Special: Pinocchio / Hot Summer" (bằng tiếng Nhật). Amazon.co.jp. Truy cập ngày 6 tháng 5 năm 2016.
35. ↑  "2016 Oricon Singles Chart – November Week 1". Oricon. Truy cập ngày 22 tháng 11 năm 2016.
36. ↑  "Gaon Chart" (bằng tiếng Hàn). Gaon.
37. ↑  "Korea K-Pop Hot 100". Billboard (tạp chí). Bản gốc lưu trữ ngày 9 tháng 10 năm 2014. Truy cập ngày 3 tháng 8 năm 2016.
38. ↑  "Baidu Weekly Music Charts". Baidu Music (bằng tiếng Trung). Baidu.
39. ↑  Cumulative sales of "Sweet Witches":
  - "Gaon Download Chart April 17-23, 2011 (see #55)". Korea Music Content Industry Association. Truy cập ngày 7 tháng 11 năm 2015.
  - "Gaon Download Chart April 24-30, 2011 (see #76)". Korea Music Content Industry Association. Truy cập ngày 7 tháng 11 năm 2015.
40. ↑  Cumulative sales of "Dangerous":
  - "Gaon Download Chart April 17-23, 2011 (see #48)". Korea Music Content Industry Association. Truy cập ngày 7 tháng 11 năm 2015.
  - "Gaon Download Chart April 24-30, 2011 (see #43)". Korea Music Content Industry Association. Truy cập ngày 7 tháng 11 năm 2015.
  - "Gaon Download Chart May 1-7, 2011 (see #96)". Korea Music Content Industry Association. Truy cập ngày 7 tháng 11 năm 2015.
41. ↑  Cumulative sales of "Beautiful Goodbye":
  - "Gaon Download Chart April 17-23, 2011 (see #58)". Korea Music Content Industry Association. Truy cập ngày 7 tháng 11 năm 2015.
  - "Gaon Download Chart April 24-30, 2011 (see #89)". Korea Music Content Industry Association. Truy cập ngày 7 tháng 11 năm 2015.
42. ↑  Cumulative sales of "Gangsta Boy":
  - "Gaon Download Chart April 17-23, 2011 (see #65)". Korea Music Content Industry Association. Truy cập ngày 7 tháng 11 năm 2015.
  - "Gaon Download Chart April 24-30, 2011 (see #82)". Korea Music Content Industry Association. Truy cập ngày 7 tháng 11 năm 2015.
43. ↑  Cumulative sales of "Love":
  - "Gaon Download Chart April 17-23, 2011 (see #40)". Korea Music Content Industry Association. Truy cập ngày 7 tháng 11 năm 2015.
  - "Gaon Download Chart April 24-30, 2011 (see #53)". Korea Music Content Industry Association. Truy cập ngày 7 tháng 11 năm 2015.
  - "Gaon Download Chart May 1-7, 2011 (see #99)". Korea Music Content Industry Association. Truy cập ngày 7 tháng 11 năm 2015.
44. ↑  Cumulative sales of "Stand Up!":
  - "Gaon Download Chart April 17-23, 2011 (see #68)". Korea Music Content Industry Association. Truy cập ngày 7 tháng 11 năm 2015.
45. ↑  Cumulative sales of "My Style":
  - "Gaon Download Chart April 17-23, 2011 (see #63)". Korea Music Content Industry Association. Truy cập ngày 7 tháng 11 năm 2015.
46. ↑  Cumulative sales of "So Into U":
  - "Gaon Download Chart April 17-23, 2011 (see #72)". Korea Music Content Industry Association. Truy cập ngày 7 tháng 11 năm 2015.
47. ↑  Cumulative sales of "Lollipop":
  - "Gaon Download Chart April 17-23, 2011 (see #20)". Korea Music Content Industry Association. Truy cập ngày 7 tháng 11 năm 2015.
  - "Gaon Download Chart April 24-30, 2011 (see #13)". Korea Music Content Industry Association. Truy cập ngày 7 tháng 11 năm 2015.
  - "Gaon Download Chart May 1-7, 2011 (see #33)". Korea Music Content Industry Association. Truy cập ngày 7 tháng 11 năm 2015.
  - "Gaon Download Chart May 8-14, 2011 (see #55)". Korea Music Content Industry Association. Truy cập ngày 7 tháng 11 năm 2015.
  - "Gaon Download Chart May 15-21, 2011 (see #90)". Korea Music Content Industry Association. Truy cập ngày 7 tháng 11 năm 2015.
48. ↑  Cumulative sales of "Jet":
  - "Gaon Download Chart June 10-16, 2012 (see #13)". Korea Music Content Industry Association. Truy cập ngày 7 tháng 11 năm 2015.
  - "Gaon Download Chart June 17-23, 2012 (see #47)". Korea Music Content Industry Association. Truy cập ngày 7 tháng 11 năm 2015.
  - "Gaon Download Chart June 24-30, 2012 (see #59)". Korea Music Content Industry Association. Truy cập ngày 7 tháng 11 năm 2015.
49. ↑  Cumulative sales of "Zig Zag":
  - "Gaon Download Chart June 10-16, 2012 (see #30)". Korea Music Content Industry Association. Truy cập ngày 7 tháng 11 năm 2015.
50. ↑  Cumulative sales of "Beautiful Stranger":
  - "Gaon Download Chart June 10-16, 2012 (see #16)". Korea Music Content Industry Association. Truy cập ngày 7 tháng 11 năm 2015.
51. ↑  Cumulative sales of "Love Hate":
  - "Gaon Download Chart June 10-16, 2012 (see #36)". Korea Music Content Industry Association. Truy cập ngày 7 tháng 11 năm 2015.
52. ↑  Cumulative sales of "Let's Try":
  - "Gaon Download Chart June 10-16, 2012 (see #38)". Korea Music Content Industry Association. Truy cập ngày 7 tháng 11 năm 2015.
53. ↑  Cumulative sales of "Shadow":
  - "Gaon Download Chart July 28-ngày 3 tháng 8 năm 2013 (see #3)". Gaon Chart. Korea Music Content Industry Association. Truy cập ngày 5 tháng 11 năm 2015.
  - "Gaon Download Chart August 4-10, 2013 (see #34)". Gaon Chart. Korea Music Content Industry Association. Truy cập ngày 6 tháng 11 năm 2015.
  - "Gaon Download Chart August 11-17, 2013 (see #66)". Gaon Chart. Korea Music Content Industry Association. Truy cập ngày 6 tháng 11 năm 2015.
  - "Gaon Download Chart August 18-24, 2013 (see #96)". Gaon Chart. Korea Music Content Industry Association. Truy cập ngày 6 tháng 11 năm 2015.
54. ↑  Cumulative sales of "Pretty Girl":
  - "Gaon Download Chart July 28-ngày 3 tháng 8 năm 2013 (see #25)". Gaon Chart. Korea Music Content Industry Association. Truy cập ngày 5 tháng 11 năm 2015.
55. ↑  Cumulative sales of "Kick":
  - "Gaon Download Chart July 28-ngày 3 tháng 8 năm 2013 (see #34)". Gaon Chart. Korea Music Content Industry Association. Truy cập ngày 5 tháng 11 năm 2015.
56. ↑  Cumulative sales of "Signal":
  - "Gaon Download Chart July 28-ngày 3 tháng 8 năm 2013 (see #16)". Gaon Chart. Korea Music Content Industry Association. Truy cập ngày 5 tháng 11 năm 2015.
57. ↑  Cumulative sales of "Step":
  - "Gaon Download Chart July 28-ngày 3 tháng 8 năm 2013 (see #19)". Gaon Chart. Korea Music Content Industry Association. Truy cập ngày 5 tháng 11 năm 2015.
58. ↑  Cumulative sales of "Goodbye Summer":
  - "Gaon Download Chart July 28-ngày 3 tháng 8 năm 2013 (see #5)". Gaon Chart. Korea Music Content Industry Association. Truy cập ngày 5 tháng 11 năm 2015.
  - "Gaon Download Chart August 4-10, 2013 (see #31)". Gaon Chart. Korea Music Content Industry Association. Truy cập ngày 6 tháng 11 năm 2015.
  - "Gaon Download Chart August 11-17, 2013 (see #55)". Gaon Chart. Korea Music Content Industry Association. Truy cập ngày 6 tháng 11 năm 2015.
  - "Gaon Download Chart August 18-24, 2013 (see #74)". Gaon Chart. Korea Music Content Industry Association. Truy cập ngày 6 tháng 11 năm 2015.
59. ↑  Cumulative sales of "Airplane":
  - "Gaon Download Chart July 28-ngày 3 tháng 8 năm 2013 (see #11)". Gaon Chart. Korea Music Content Industry Association. Truy cập ngày 5 tháng 11 năm 2015.
  - "Gaon Download Chart August 4-10, 2013 (see #52)". Gaon Chart. Korea Music Content Industry Association. Truy cập ngày 6 tháng 11 năm 2015.
60. ↑  Cumulative sales of "Toy":
  - "Gaon Download Chart July 28-ngày 3 tháng 8 năm 2013 (see #30)". Gaon Chart. Korea Music Content Industry Association. Truy cập ngày 5 tháng 11 năm 2015.
61. ↑  Cumulative sales of "No More":
  - "Gaon Download Chart July 28-ngày 3 tháng 8 năm 2013 (see #24)". Gaon Chart. Korea Music Content Industry Association. Truy cập ngày 5 tháng 11 năm 2015.
62. ↑  Cumulative sales of "Snapshot":
  - "Gaon Download Chart July 28-ngày 3 tháng 8 năm 2013 (see #29)". Gaon Chart. Korea Music Content Industry Association. Truy cập ngày 5 tháng 11 năm 2015.
63. ↑  Cumulative sales of "Ending Page":
  - "Gaon Download Chart July 28-ngày 3 tháng 8 năm 2013 (see #32)". Gaon Chart. Korea Music Content Industry Association. Truy cập ngày 5 tháng 11 năm 2015.
64. ↑  Cumulative sales of "Milk":
  - "Gaon Download Chart July 06-12, 2014 (see #5)". Gaon Chart. Korea Music Content Industry Association. Truy cập ngày 5 tháng 11 năm 2015.
  - "Gaon Download Chart July 13-19, 2014 (see #39)". Gaon Chart. Korea Music Content Industry Association. Truy cập ngày 5 tháng 11 năm 2015.
  - "Gaon Download Chart July 20-26, 2014 (see #59)". Gaon Chart. Korea Music Content Industry Association. Truy cập ngày 5 tháng 11 năm 2015.
65. ↑  Cumulative sales of "Butterfly":
  - "Gaon Download Chart July 06-12, 2014 (see #26)". Gaon Chart. Korea Music Content Industry Association. Truy cập ngày 5 tháng 11 năm 2015.
66. ↑  Cumulative sales of "Rainbow":
  - "Gaon Download Chart July 06-12, 2014 (see #36)". Gaon Chart. Korea Music Content Industry Association. Truy cập ngày 5 tháng 11 năm 2015.
67. ↑  Cumulative sales of "All Night":
  - "Gaon Download Chart July 06-12, 2014 (see #9)". Gaon Chart. Korea Music Content Industry Association. Truy cập ngày 5 tháng 11 năm 2015.
  - "Gaon Download Chart July 13-19, 2014 (see #46)". Gaon Chart. Korea Music Content Industry Association. Truy cập ngày 5 tháng 11 năm 2015.
  - "Gaon Download Chart July 20-26, 2014 (see #87)". Gaon Chart. Korea Music Content Industry Association. Truy cập ngày 5 tháng 11 năm 2015.
68. ↑  Cumulative sales of "Vacance":
  - "Gaon Download Chart July 06-12, 2014 (see #34)". Gaon Chart. Korea Music Content Industry Association. Truy cập ngày 5 tháng 11 năm 2015.
69. ↑  Cumulative sales of "Spit It Out":
  - "Gaon Download Chart July 06-12, 2014 (see #39)". Gaon Chart. Korea Music Content Industry Association. Truy cập ngày 5 tháng 11 năm 2015.
70. ↑  Cumulative sales of "Boom Bang Boom":
  - "Gaon Download Chart July 06-12, 2014 (see #35)". Gaon Chart. Korea Music Content Industry Association. Truy cập ngày 5 tháng 11 năm 2015.
71. ↑  Cumulative sales of "Dracula":
  - "Gaon Download Chart July 06-12, 2014 (see #30)". Gaon Chart. Korea Music Content Industry Association. Truy cập ngày 5 tháng 11 năm 2015.
72. ↑  Cumulative sales of "Summer Lover":
  - "Gaon Download Chart July 06-12, 2014 (see #31)". Gaon Chart. Korea Music Content Industry Association. Truy cập ngày 5 tháng 11 năm 2015.
73. ↑  Cumulative sales of "Paper Heart":
  - "Gaon Download Chart July 06-12, 2014 (see #27)". Gaon Chart. Korea Music Content Industry Association. Truy cập ngày 5 tháng 11 năm 2015.
74. ↑  Cumulative sales of "Traveler":
  - "Gaon Download Chart October 25-31, 2015 (see #16)". Gaon Chart. Korea Music Content Industry Association. Truy cập ngày 5 tháng 11 năm 2015.
75. ↑  Cumulative sales of "Diamond":
  - "Gaon Download Chart October 25-31, 2015 (see #17)". Gaon Chart. Korea Music Content Industry Association. Truy cập ngày 5 tháng 11 năm 2015.
76. ↑  Cumulative sales of "Glitter":
  - "Gaon Download Chart October 25-31, 2015 (see #19)". Gaon Chart. Korea Music Content Industry Association. Truy cập ngày 5 tháng 11 năm 2015.
77. 1 2  Cumulative sales of "X":
  - "Gaon Download Chart October 25-31, 2015 (see #24)". Gaon Chart. Korea Music Content Industry Association. Truy cập ngày 5 tháng 11 năm 2015.
78. ↑  Cumulative sales of "Rude Love":
  - "Gaon Download Chart October 25-31, 2015 (see #30)". Gaon Chart. Korea Music Content Industry Association. Truy cập ngày 5 tháng 11 năm 2015.
79. ↑  Cumulative sales of "Papi":
  - "Gaon Download Chart October 25-31, 2015 (see #28)". Gaon Chart. Korea Music Content Industry Association. Truy cập ngày 5 tháng 11 năm 2015.
80. ↑  Cumulative sales of "When I'm Alone":
  - "Gaon Download Chart October 25-31, 2015 (see #32)". Gaon Chart. Korea Music Content Industry Association. Truy cập ngày 5 tháng 11 năm 2015.
81. ↑  Cumulative sales of "Cash Me Out":
  - "Gaon Download Chart October 25-31, 2015 (see #34)". Gaon Chart. Korea Music Content Industry Association. Truy cập ngày 5 tháng 11 năm 2015.